# Жилой дом Генерального штаба Вооружённых сил СССР
Жилой дом Генерального штаба Вооружённых сил («Дом со львами» на Патриарших)  — памятник архитектуры, находится в центре Москвы по адресу Ермолаевский переулок, 9 (Центральный административный округ).

## История
Дом строился в конце войны для высшего командного состава, возвращавшегося из сражений. Проект и руководство стройкой поручили двум архитекторам из мастерской Ивана Жолтовского — Михаилу Дзисько и Николаю Гайгарову. И. В. Жолтовский лично курировал проект. Дом сначала называли «жилым домом высшего комсостава», затем «жилым домом Генерального штаба Вооружённых сил СССР», в народе же это «генеральский» или «дом со львами». В нём всего 6 квартир с роскошными (особенно для послевоенного времени) планировками. В каждой квартире площадью около 200 квадратных метров было 12 комнат: передняя, холл, гостиная, кабинет, туалетная, коридор, детская, спальня, столовая, передняя перед кухней, комната домработницы, кухня, а также кладовая и уборная. Очевидцы вспоминают об анфиладах комнат. В списке жильцов − главнокомандующий ВВС главный маршал авиации Константин Андреевич Вершинин, генерал армии Михаил Сергеевич Малинин с женой Надеждой Григорьевной Грековой, генерал армии начальник Военной академии Генерального штаба Ива́н Его́рович Шавро́в, генерал-полковник медицинской службы министр здравоохранения СССР Ефим Иванович Смирнов, министр обороны СССР маршал Андрей Антонович Гречко. Также в знаменитом доме жила народная артистка СССР Елена Образцова с супругом, дирижёром Большого театра народным артистом РСФСР Альгисом Жюрайтисом. В постсоветские времена в доме судя по всему были перепланировки, по некоторым сведениям сейчас в нём 8 квартир.

## Архитектура
Здание решено в подчёркнуто классическом стиле дворянской усадьбы. Из-за скульптур львов дом часто принимали за дореволюционную постройку, а во времена борьбы с архитектурными излишествами дом подвергался нападкам. Архитектор Феликс Новиков считал его «проявлением ложной монументальности и подлинного мещанства в архитектуре». 8 полуколонн с коринфскими капителями украшают фасад. По мнению архитектора 
Евгения Асса, влияние Жолтовского как куратора проекта чувствуется во внушительном трехэтажном ордере. Тот же Асс вспоминает, что скульптуры львов Дзисько и Гайгаров посвятили видному советскому архитектору Льву Рудневу. Так или иначе, но львы и крупные колонны давно стали визитной карточкой дома генералов. Барельефы на здании авторства Л. А. Кардинского, лепные работы проводил Д. М. Никулин, а скульптуры львов выполнил В. А. Львов. Роспись на плафонах выполнялась бригадами художников под руководством Л. А. Бруни и В. А. Фаворского, среди них Г. А. Ечеистов и Л. А. Жолткевич, выполнявшие росписи по своему эскизу, С. С. Прусов, Д. В. Бродская (супруга архитектора дома Н. И. Гайгарова).и другие.